# Škoda-Kauba Sk 257
Le Škoda-Kauba Sk 257 était un avion militaire de la Seconde Guerre mondiale, conçu par l'ingénieur aéronautique autrichien Otto Kauba, et construit en Tchécoslovaquie par la Škoda-Kauba Flugzeugbau pour la Luftwaffe.